# Tombes de Liudingshan

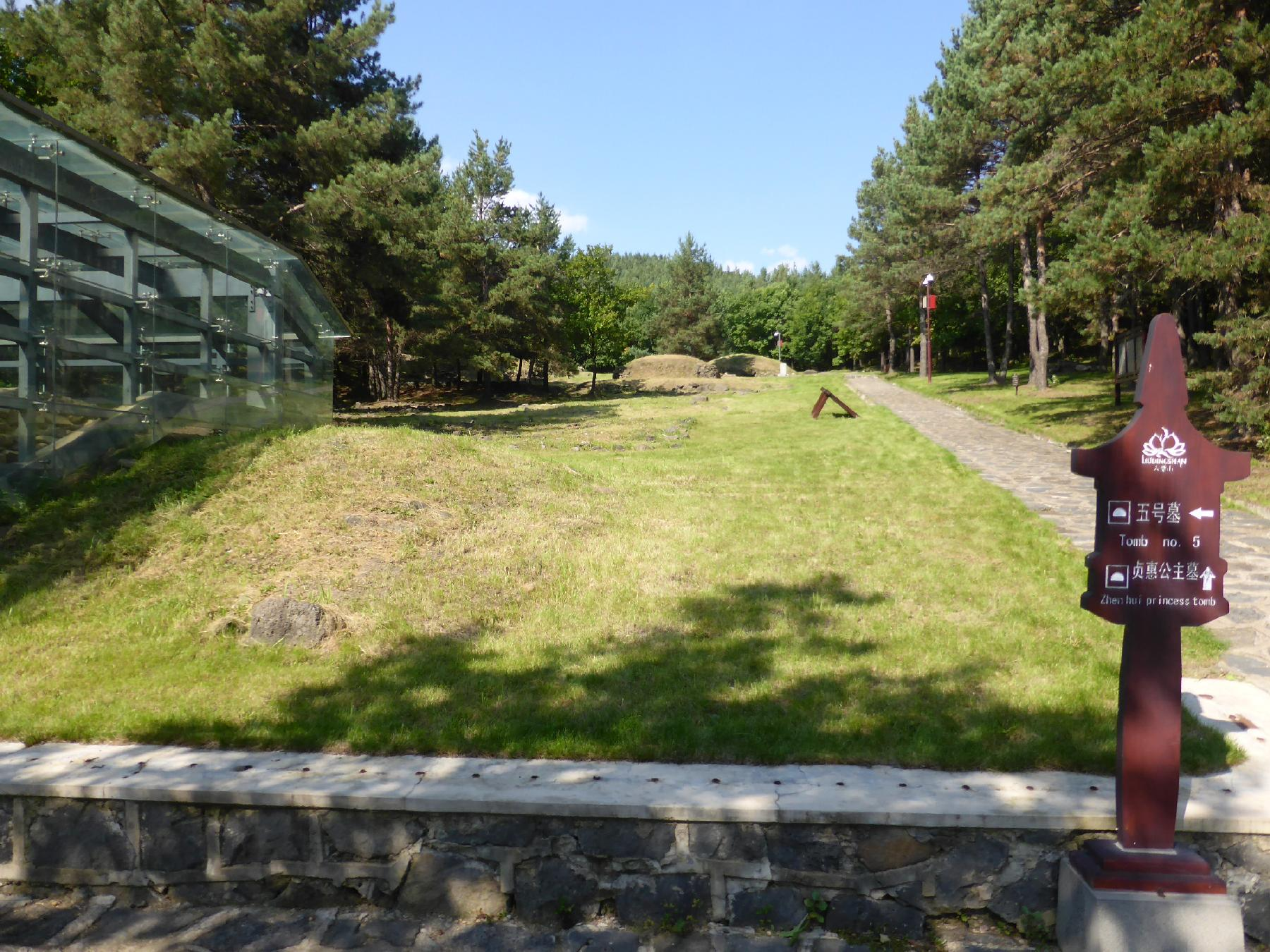
Tombe n°5 et tombe de la princesse Zhen Hui en arrière-plan

Les tombes du Liudingshan (六顶山古墓群) ont appartenu à la famille royale de Balhae. Elles sont situées sur le versant sud du mont Liuding (603 m) sur la rive droite de la Mudan à 5 km au sud de Dunhua dans le nord-est de la Chine.  Entre 742 et 756, Dunhua a été la capitale de Balhae peu après sa fondation.
Les fouilles ont été menées en 1949 par l'université de Yanbian, en 1959 par le musée provincial du Jilin puis par l'institut de recherche archéologique de l'académie des sciences en 1964. Ces tombes sont incluses depuis 1961 dans la liste des monuments historiques de Chine (1-173).
Il existe 90 tombes de deux sortes différentes ; celles avec un cercueil en pierre et celles avec une chambre funéraire en pierre. La tombe de la princesse Zhenhui, une des filles du roi Mun (r. 737-793), est l'une des plus remarquables. Elle est construite en basalte et en fulgurite. De nombreux objets ont été retrouvés : de la poterie, des bijoux en cuivre plaqué or et de la jade. Sa pierre tombale (90 x 49 x 29 cm) porte une épigraphe de plus de 700 caractères écrite en chinois.

## Référence
- Ancient Tombs on Liuding Mountain, ChinaCulture.org.